# Favo

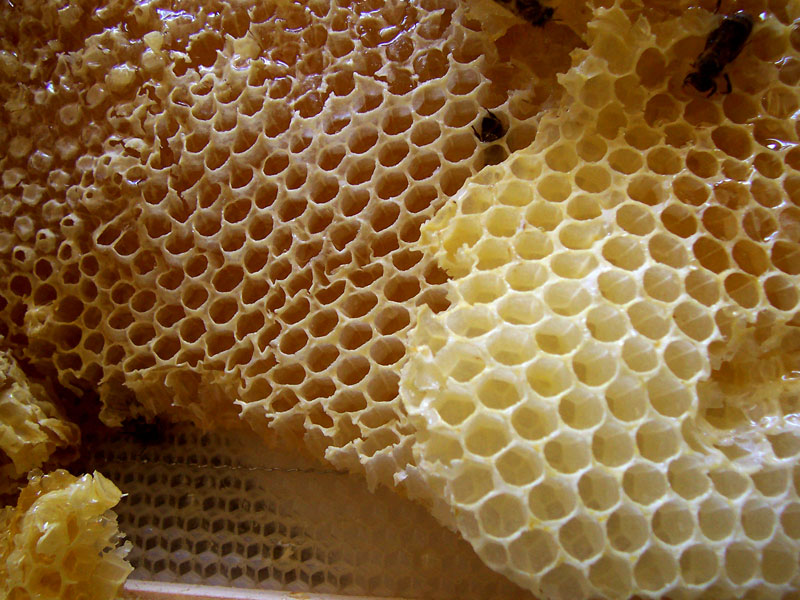
Un favo

Il favo è un raggruppamento di celle esagonali a base di cera d'api costruito dalle api nel loro nido per contenere le larve della covata e per immagazzinare miele e polline. Con l'espressione "a nido d'ape" ci si riferisce anche ai materiali fatti dall'uomo che ne riproducono la struttura. Le vespe Polistinae e Vespinae inoltre costruiscono favi a prisma esagonale avvolti da un involucro, composti di carta invece che di cera.

## Uso e funzione
Il favo costituisce fondamentalmente l'arredamento e la dispensa nella casa delle api. Gli apicoltori possono rimuovere l'intero favo (si intende quelli da melario) per raccogliere il miele.
L'estrazione del miele viene effettuata disopercolando le celle e centrifugando il favo in un apposito macchinario, chiamato smielatore.
Talvolta un favo fresco viene venduto intatto come miele in favo, specialmente quando il miele che se ne ricava viene consumato spalmato su pane oppure usato per cucinare o dolcificare bevande.

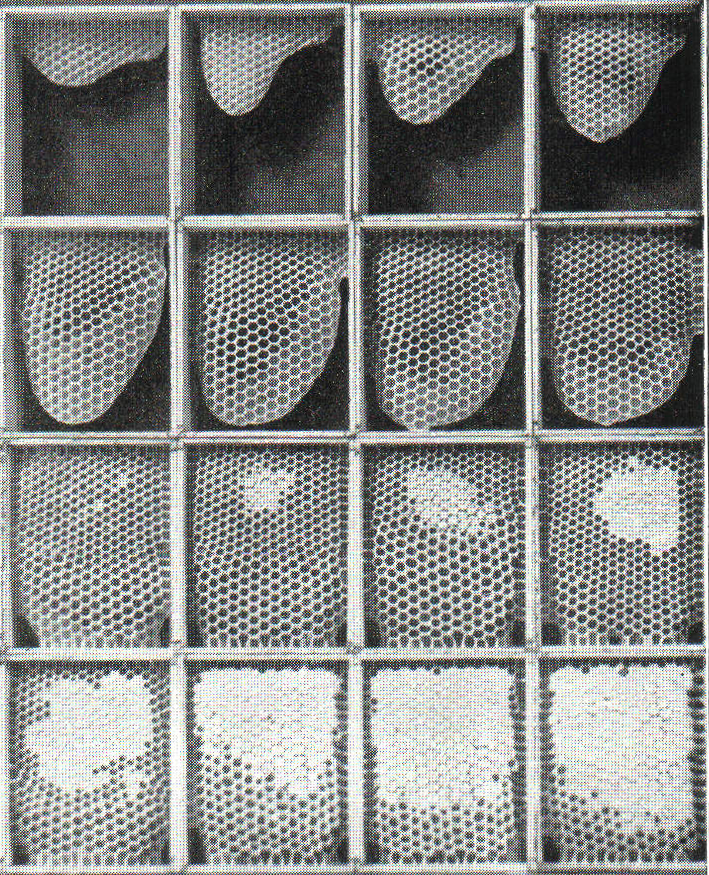
Le api costruiscono il favo a partire dalla sommità di ogni sezione. Quando le celle sono state riempite di miele, vengono opercolate dalle api con la cera.

I favi di covata (cioè quelli del nido) col passare del tempo diventano scuri a causa delle esuvie nelle celle e della ripulitura effettuata con la propoli e questi sono più grandi dei favi da melario, circa il doppio dell'altezza.
I favi dei melari che non vengono usati per le covate rimangono di colore chiaro e questi sono più piccoli rispetto ai favi da nido.

## Geometria del favo
Gli assi delle celle di un favo sono sempre sostanzialmente orizzontali e le file di celle sono sempre allineate orizzontalmente (non verticalmente). Così ogni cella ha due pareti verticali, con "pavimenti" e "soffitti" composti da due pareti angolate. Le celle hanno una leggera pendenza verso l'alto, in direzione dell'estremità aperta, variabile tra 9º e 14º.
La ragione per cui il favo è composto da esagoni, piuttosto che da altre forme, ha due possibili spiegazioni. La prima è che l'esagono suddivide il piano con il minimo perimetro per porzione di superficie, quindi la creazione di un reticolo di celle a struttura esagonale con un dato volume richiede la minor quantità di materiali. L'altra, è che tale forma derivi semplicemente dal procedimento attuato da ogni singola ape per unire tra di loro le varie celle, in qualche modo analogo a quanto si verifica nella creazione delle superfici di contatto in un campo di bolle di sapone. A supporto di questa teoria, Thompson fa notare che le celle dell'ape regina, che sono costruite separatamente dalle altre, sono irregolari e piene di protuberanze, senza alcun apparente accorgimento per l'efficienza.
Anche le estremità chiuse delle celle del favo sono un esempio di efficienza geometrica, seppur tridimensionale e raramente notata. Le estremità hanno forma triedrica (cioè composta da tre piani) piramidale, con gli angoli diedri di tutte le superfici adiacenti ampi 120º, misura questa che minimizza l'area di superficie per un dato volume. L'angolo formato dagli spigoli di una piramide in prossimità del vertice misura circa 108° 28' 16" (= 180º - arccos(1/3)).
La forma delle celle è tale che due opposti strati di favi si incastrano uno nell'altro, con ogni faccia dell'estremità chiusa condivisa da celle opposte.
Celle singole ovviamente non mostrano questa perfezione geometrica. In un favo regolare ci sono leggere deviazioni percentuali rispetto alla forma esagonale "perfetta". Nelle zone di transizione tra le celle più larghe dei favi dei fuchi e quelle più strette dei favi delle operaie, o quando le api incontrano degli ostacoli, le forme sono spesso distorte.
Nel 1965 Làzlò Fejes Tòth scoprì che la forma triedrica piramidale (composta da tre rombi) usata dalle api mellifere non è in teoria la geometria tridimensionale ottima: un'estremità composta da due esagoni e due rombi più piccoli sarebbe più efficiente dello 0,035%.

## Struttura del favo
La struttura architettonica del nido delle api non trova paragone adeguato che nelle costruzioni realizzate dalla ingegnosità e dalla inventiva dell'uomo, ed anzi in realtà le supera per certi aspetti. 
In un nido di Apis mellifica vivono diverse decine di migliaia di individui, quanti gli abitanti di una piccola città, in uno spazio che, in proporzione, sarebbe quello di un medio condominio, e questa popolazione è in continua espansione demografica.

L'allevamento delle larve, verso le quali è focalizzata l'attività della comunità, richiede grandi provviste di acqua, miele, polline, propoli, ed inoltre, per il fatto che le api sono originarie di climi più caldi, tutti i fattori microclimatici nel nido devono essere regolati e sostenuti mediante lavoro attivo, in modo da assicurare alle larve l'ambiente più favorevole al loro sviluppo (la covata viene mantenuta a 34-36 °C).

Economizzare spazio e materiali, dunque, risulta essenziale, nel primo caso perché è meno costoso governare il microclima di un ambiente più piccolo, nel secondo perché, a differenza di altre specie sociali che costruiscono i loro nidi scavando nei vari substrati o rielaborando materiali reperiti nell'ambiente circostante, il materiale da costruzione utilizzato dalle api è la cera, una sostanza secreta dalle ghiandole addominali delle operaie solo per un ristretto periodo di vita.

La cera è prodotta, in seguito ad iperalimentazione mellea, dalle ghiandole ceripare, che sboccano dai prosterni IV, V, VI e VII delle operaie. È secreta allo stato liquido, ed attraversa la sottile cuticola degli "specchi", due larghe aree laterali, ovoidali e traslucide del prosterno, che non sono visibili esternamente essendo ricoperte dalla parte posteriore dell'urosterno precedente.

Le scaglie hanno all'incirca la forma e la grandezza dello specchio, spessore 0,5 mm. Ciascuna scaglia ha un peso medio tra i 0,6 e i 0,8 mg con punte fino a 1,2 mg per cui un kg di cera richiede mediamente circa 1 250 000 scaglie, corrispondenti al lavoro di secrezione di circa 150 000 api ed al consumo di ben 12 kg di miele.

La cera secreta dalle api è di colore bianco-acqua, ma, a volte, viene impiegata cera più scura ottenuta rosicchiando favi più vecchi. Le esili scaglie vengono raccolte dalle operaie con le spazzole delle zampe del terzo paio e, successivamente, afferrate con le zampe del primo paio. Vengono poi inumidite con la saliva e lavorate. L'attività delle ghiandole ceripare è massima tra il 12º ed il 18º giorno successivi allo sfarfallamento; in seguito le ghiandole ceripare regrediscono, ma, in caso di bisogno, la capacità di secernere cera può essere ripristinata come, ad esempio, quando avviene la sciamatura naturale.

La cera è una miscela di oltre trecento sostanze, ma il suo componente fondamentale è l'estere di un acido grasso molto complesso C25H51CO2C28H57, (l'acido grasso è esterificato da un alcool alifatico superiore). Entro certi limiti, è un buon isolante termico, impermeabile, inossidabile, facilmente plasmabile (è malleabile a 35 °C e fonde a 63 °C), ma il costo energetico per produrla è così elevato che gli apicoltori preferiscono fornire essi stessi alle api i fogli cerei (inventati da J. Mehring nel 1857) al fine di evitare il consumo delle ingenti quantità di miele e di polline richieste per la ipernutrizione delle operaie che si trovano nella fase di produzione della cera.
CH3 - (CH2)24 -C - O - (CH2)27 - CH3
                                                \\                                                        
                                           O          CERA 
La cera presenta caratteristiche meccaniche molto scadenti e, ciò nonostante, il nido delle api è solido, capace di resistere per molti anni alle intemperie. Questa solidità, dunque, è data principalmente dalla geometria che caratterizza le singole unità (le celle) e quindi la struttura nel suo complesso. Si potrebbe paragonare al modo in cui l'esile lamiera di un'automobile acquista rigidità allorquando è modellata in maniera opportuna.

Il principio di economia di spazio e di materiali rende conto della struttura del favo. Il favo, che contiene la covata a diversi stadi di sviluppo e le riserve di miele e polline, è un doppio strato di celle disposto in modo che la base di una di esse faccia da pavimento a quelle della faccia opposta.
Tutte le celle sono a mutuo contatto, in modo che esse abbiano le pareti in compartecipazione (anche questo aspetto è da considerare alla luce del principio di economicità e massimizzazione dei materiali/risorse, vedere sotto). La cella di Apis mellifica è un prisma cavo esagonale, disposto orizzontalmente e con l'asse leggermente inclinato verso il basso dov'è posta la base. Quest'ultima si chiude con una piramide, le cui facce sono tre rombi che ciascuna cella ha in comune con altre tre della faccia opposta; di conseguenza le celle non sono reciprocamente opposte, ma l'asse di ciascuna di esse si trova sul prolungamento dello spigolo del diedro comune a tre prismi contigui dell'altra faccia del favo.

I diedri formati dalle losanghe, tra loro e con le facce laterali del prisma, sono tutti di circa 109° 28' cosicché si può considerare approssimativamente la piramide basale come le tre facce di un rombododecaedro, sei altre facce del quale sono rappresentate dalle facce parallele del prisma. Il fatto che una medesima parete possa servire due celle contigue è un criterio di massima economia, ma ciò diviene possibile solo per determinate forme geometriche. Ad esempio, per quanto riguarda la sezione di cella normale all'asse del prisma, è necessario che l'angolo interno del poligono regolare che la rappresenta sia un divisore esatto intero di 360°.

Fu il matematico arabo Kalid ibn-Yazid a fare osservare che vi sono soltanto tre angoli interni di poligoni regolari la cui ampiezza soddisfa questa condizione: 60º (triangolo equilatero), 90º (quadrato), 120º (esagono). Ne consegue, scrisse Kalid, che è possibile associare, mediante lati in comune, quanti si vogliano di questi poligoni, poiché intorno a ciascun vertice se ne possono raggruppare tanti quanti ne indica il quoziente del rapporto tra 360° ed il loro angolo interno, e cioè 6 triangoli equilateri, oppure 4 quadrati o, anche, 3 esagoni. Se le api hanno, per così dire, "scelto" la cella a sezione esagonale, ciò si spiega ancora con ragioni di economia di materiali.

## Approssimazione geometrica
Le celle sono di diversi tipi, a seconda della loro utilizzazione. Le celle da operaie, destinate a contenere la covata sono le più numerose e possono essere anche utilizzate per contenere miele e polline. Le celle da fuchi sono destinate a contenere una covata di maschi, e posso anche essere utilizzate per immagazzinare miele (raramente polline). Le une e le altre sono perfettamente esagonali, ma quelle femminili sono più piccole di quelle 
maschili (le prime hanno una larghezza media di 5-5,5 mm, le seconde di 6-6,5 mm).

Le "celle di adesione", prive di una forma tipica, servono a fissare il favo alla soffitta dell'arnia e, dovendone sostenere il peso, sono fatte di cera miscelata a propoli; possono essere usate anche per immagazzinare miele.

Le "celle di transizione", di forma irregolare, sono interposte tra le celle da operaie e le celle da fuchi, e possono essere utilizzate anche per immagazzinare miele e polline.

Le celle da miele e da polline, in cui vengono conservate queste provviste, sono larghe quanto le precedenti, ma sono più profonde e più inclinate verso l'alto; normalmente sono situate alla periferia del favo.

Le "celle reali", o da regina, hanno forma, collocazione e dimensioni diverse dalle altre. La loro forma è di ghianda capovolta, con la superficie interna cilindrica e liscia; la loro superficie esterna è rivestita da rudimenti di celle tendenti alla forma esagonale. Sono molto più grandi delle altre, poco numerose, e vengono comunemente costruite ai bordi laterali o inferiori dei favi, o nelle loro anfrattuosità. Esse non sono presenti sempre, ma solo quando parte della colonia si accinge a sciamare, oppure quando la colonia rimane orfana della regina.

Una volta costruiti, i favi vengono utilizzati per anni, e le loro celle vengono pulite e levigate per essere riutilizzate.
Per semplificare prenderemo in considerazione soltanto la cella da operaia, assimilando ad essa, per difetto, gli altri tipi di cella.

Se consideriamo le dimensioni della cella in cui si sviluppa la larva di ape operaia, vediamo che essa ha una larghezza (diametro interno della cella) di 5,5 mm.

Questa misura, che corrisponde perfettamente alle esigenze della larva, definisce un lato ℓ della cella di 3,18 mm, ed un perimetro di 19,08 mm che racchiude un'area di 26,24 mm².

Se prendiamo un quadrato, anch'esso di area A= 26,24 mm², questo ha un perimetro maggiore, Pq =4√A=20,49 mm, ed ancora più grande è il perimetro di un triangolo equilatero equiesteso Pt = 3√[4A/ cos60 º]= 23,35 mm.

In altre parole, il perimetro di una cella a sezione quadrata sarebbe maggiore del 7,39% rispetto a quella a sezione esagonale, ed arriveremmo ad un aumento del 17,29% se la cella avesse sezione triangolare.
Se distendiamo su un unico piano le pareti ed il fondo della cella, otteniamo una figura composta da un rettangolo e da 18 triangoli uguali. L'area del rettangolo residuo è data da 6 ℓ per lo spigolo corto del prisma; quest'ultimo è la differenza tra l'altezza totale della cella meno l'altezza della base a rombododecaedro. 
L'angolo maggiore α della faccia di base romboidale è α= 109° 44', come fu calcolato da Maraldi nel 1712, confermando la misura più approssimativa di Kalid (110º). L'area di ciascuno di questi triangoli è ½ ℓ² tag β. (dove β è dato da 90º- α/2), e quindi l'area totale dei triangoli è 9 ℓ² tag β.
L'altezza totale della cella è circa 2,5 la sua larghezza; questa è ℓ∙√3, per cui H, altezza 
totale della cella= 4,33 ℓ. 
L'altezza della base di cella è, in effetti, il cateto di un triangolo rettangolo, il cui altro cateto è metà della larghezza di cella e la cui ipotenusa è la diagonale minore della faccia a rombo.
H altezza base rombododecaedrica =√(diagonale minore²- ℓ²) = √[ (2 ℓ tag β)²- ℓ²]=ℓ circa

Spigolo corto della cella =4,33 ℓ- ℓ=3,33 ℓ

Area porzione rettangolare =6 ℓ∙3,33 ℓ=19,98 ℓ²

Area totale della figura= 9 ℓ² tag β + 19,98 ℓ²= 26,34 ℓ²
Il volume di cera necessario per costruire una singola cella è dato dal prodotto dell'area della figura per lo spessore delle pareti. Queste, però, sono in compartecipazione con le altre celle, per cui solo metà di tale spessore compete ad una singola cella.

Lo spessore delle pareti di cella è, circa 0,8 mm per cui dobbiamo considerare 0,4 mm=0,073 ℓ.

Volume di cera a cella = 26,34 ℓ²∙0,073 ℓ = 1,92 ℓ³ = 10,57 mm³.

Un favo è composto in media da circa 30 000 - 50 000 cellette, per cui, mediamente, 40 000∙10,57 mm³=422 800 mm³=0,423 litri.

Siccome per la costruzione di una singola celletta occorre il lavoro di circa 120 api, per costruire il favo hanno collaborano, in varie fasi, circa 5 milioni di operaie.

La cera ha un peso specifico medio di 0,962 kg/litro (tra 0,948 e 0,976 kg/litro) per cui ne occorrono circa 0,406 kg per costruire un singolo favo, corrispondenti a circa 5 kg di miele.

Il rapporto tra il volume complessivo del favo e la cera utilizzata per costruirlo è circa 0,1; la cera costituisce solo il 10% del volume che essa definisce, un rendimento molto prossimo a quello dei materiali edilizi utilizzati dall'architettura degli uomini.
La ragione per cui la cella ha una base piramidale è di grande importanza. Si può osservare che la porzione caudale del corpo della larva è fusiforme, e, in un incavo a piramide trigonale, trova appoggio su tre pareti oblique; diversamente, se il fondo della cella fosse piatto, la pupa sarebbe compressa dal proprio peso.

Inoltre, il fatto che le pareti del fondo siano inclinate rispetto all'asse della cella, definisce una struttura scatolare di maggiore resistenza.
La costruzione comincia a partire da una base a forma di cuspide con tre losanghe inclinate di 109°28', su cui le api premendo contemporaneamente ai lati innalzano le pareti cellulari a forma esagonale, con un'inclinazione tra i 9 e 13 gradi, sufficiente a impedire il deflusso del miele liquido immagazzinato nelle celle.
Il fondo piatto e quello piramidale sono forme entrambe congruenti con il principio di economia dei materiali, ma il fondo piatto favorisce lo scivolamento verso il basso; diversamente il fondo piramidale determina un incastro denticolato che salda strutture scatolari, aumentandone, così, enormemente la tenuta, la coesione e la resistenza meccanica. Infine, tale forma consente l'aggiunta indefinita di nuove celle su entrambe le facce del favo ed in qualsivoglia direzione normale all'asse delle celle, senza che venga sbilanciata la resistenza della struttura scatolare e consentendo di conformare la forma del favo allo spazio disponibile.
Applicata al centro della cella, la forza peso F= m g cosΦ si sposta lungo la sua retta d'azione, ma al punto di congiunzione delle pareti viene scomposta in due componenti che agiscono su due direzioni inclinate di Φ= 60º rispetto alla normale di gravità (cos 60º=1/2); ciascuna di queste componenti giunge ad un successivo punto di congiunzione delle celle e qui viene ancora scomposta e dimezzata, e così via. 
La faccia del favo ci appare come un reticolo a maglie, e ciascuna maglia ha sempre due spigoli disposti sulla verticale. In questo modo, e grazie ai due puntoni costituiti dai punti di triplice innesto dei lati, il carico sovrastante grava su una struttura praticamente triangolare, cioè indeformabile entro certi limiti di carico, che offre due direzioni di scarico del peso, ciascuna inclinata di 60º rispetto alla direzione della gravità. Poiché la forza per è m g cos θ, questa inclinazione, in pratica, ne dimezza l'effetto sulla singola cella. Se le celle fossero invece disposte con due lati paralleli normali alla gravità, con θ =90º e cos θ=1, il carico insisterebbe interamente sulla faccia. Per il medesimo principio, sia la sezione sagittale che quella frontale del favo spezzata a dente di sega formata dai profili delle facce piramidali.
Il metodo di costruzione è un fatto sociale. Si credeva un tempo che ogni ape costruisse la sua cella, ma Lindauer, osservando il lavoro di alcune api contrassegnate, mostrò che erano necessari gli interventi di almeno 120 operaie per la costruzione di una sola cella. Ciascuna operaia porta la sua particella di cera, l'inserisce nell'insieme e poi se ne va; nondimeno, la costruzione finale è di una regolarità perfetta, così perfetta che Réamur propose di farne un campione di misura.

Per costruire i favi, le api si dispongono a catena, allacciandosi tra loro mediante le zampe anteriori e posteriori, in modo da formare numerosi festoni, attaccati alla soffitta dell'arnia per opera degli individui situati alle due estremità. I festoni di api lavorano indipendentemente, procedendo dall'alto verso il basso.

È certo, come ha mostrato Lindauer, che gli organi sensoriali della testa e delle antenne servono come organi di misurazione e permettono di realizzare la regolarità delle celle. Darchen ha studiato sperimentalmente la costruzione in cera ed ha dimostrato che esistono delle catene di informazioni costituite dalle "catene della cera". Le api che, aggrappate per le zampe, costituiscono queste catene, si trasmettono, attraverso gli organi sensoriali, di cui gli articoli terminali delle zampe sono dotati, dei dati concernenti l'avanzamento della costruzione di cera e la direzione che deve prendere. Il fatto singolare è che queste informazioni sono molto complesse, e che le api possono risolvere dei veri e propri problemi di costruzione, i quali, tuttavia, sembrano affrontati collettivamente e non da questo o quel cervello individuale.
Darchen considera la costruzione del favo di Apis mellifica come una delle più alte vette dello psichismo degli invertebrati, ed è nel diritto di formulare questo giudizio, in quanto è stato il primo che abbia affrontato il problema della costruzione del favo in maniera sistematica. Darchen afferma che è erroneo pensare ai favi come modelli di realizzazione "istintiva", nell'antico significato della parola "istinto" e con tutta la rigidità implicita nel termine; la conclusione essenziale dei suoi lavori è che, anche se esiste un modello da realizzare in cera e corrispondente ad uno schema probabilmente inscritto nel genotipo, l'opera dell'ape è soggetta a continui ritocchi che adattano la cera agli ostacoli ed alle difficoltà incontrati nell'ambiente. Il punto singolare, tipico degli insetti sociali e che ne rende lo studio tanto particolare, è che questo indiscutibile adeguamento alle circostanze non è il fatto di un'ape isolata, ma dell'intero corpo sociale.

Molti autori hanno osservato che un favo danneggiato può essere riparato; Darchen però è stato il primo che l'abbia studiato sistematicamente. La sua tecnica, molto semplice e ingegnosa, consistette nel disporre degli ostacoli in vari punti di un favo in costruzione, e nell'osservare come le api reagissero. Egli constatò immediatamente la presenza di "zone sensibili", costituite essenzialmente dagli orli del favo e, in particolare, dal loro terzo inferiore, in cui l'introduzione di un ostacolo provoca le reazioni più strane. Le pareti del favo, al contrario, non reagiscono quasi affatto a questo tipo di aggressione sperimentale, sebbene abbiano una notevole importanza per quanto concerne il parallelismo dei favi. Gli ostacoli possono essere indifferentemente di legno, metallo o cartone, ma la reazione è sempre uguale. Se, ad esempio, si inserisce una lamina di metallo nello spessore del favo, in quel punto la costruzione si arresta, e ricomincia o continua al di sopra dell'ostacolo, intorno al quale si forma a poco a poco una protuberanza cerosa. Darchen pensò che la brusca interruzione della costruzione fosse dovuta alla interruzione della comunicazione tra le due pareti del favo; se, infatti, si praticano nella lamina alcuni fori, di un certo diametro ed abbastanza vicini l'uno all'altro, la costruzione riprende e la lamina resta inglobata nel nuovo favo.

Nella costruzione, le api, formano catene a gruppi compatti: all'interno, la temperatura si mantiene sui 35º, garantendo il calore necessario a modellare la cera.

L'illustrazione mostra come vengano modificati dalle api due strati di cera lavorati, uno a triangoli e l'altro a denti di sega. Le parti contraddistinte dal tratteggio obliquo vengono asportate, quelle a tratteggio incrociato vengono conservate. Il procedimento non consiste soltanto nell'aggiungere altra cera, ma anche nel togliere le parti inutili (da Darchen). Favo gang X life

La costruzione del favo naturale ha inizio di solito dall'alto e si origina in due-tre punti diversi mentre gli angoli inferiori pendono liberamente e si restringono a forma di U.

Nella figura il tracciato delle catene ceraie che, l'indomani, costruiranno i nuovi favi, indicati dalle linee punteggiate (da Darchen).
Le prime due file di figure del disegno seguente si riferiscono al parallelismo dei favi ed al suo determinismo. Nelle prime tre figure (A), le api inclinano verso destra un favo che è stato fissato troppo vicino al favo di sinistra. La profondità delle celle è del tutto anormale, perché le api cercano di ristabilire il parallelismo dei piani di apertura delle celle.

Nelle tre figure B, un pezzo di cera sbozzato è stato fissato sul piano perpendicolare a quello dei favi e rigirato dalle api per ristabilire il parallelismo. I favi sono in sezione: visti di fronte in A, da sopra in B.

Nelle file inferiori di figure è esaminata l'influenza di uno schermo di cartone fissato sulla faccia inferiore del favo. Nelle figure C, il favo è stato fissato troppo a sinistra e uno schermo di cartone è stato messo sulla faccia anteriore del favo di destra. Il parallelismo viene ristabilito come nella figure immediatamente sopra. Nelle tre figure D, invece, lo schermo di cartone è stato fissato a sinistra sul favo più vicino. In questo caso il favo è deviato e fissato al cartone. Dunque la presenza della cera modellata in celle è indispensabile alla regolazione del parallelismo ed è il favo più vicino e non quello più lontano che regola il lavoro delle api. Nella terza fila di figure, un ostacolo, sotto forma di una sbarra longitudinale, è stato fissato alla parte inferiore della faccia di un favo (E). In F, una lamina di metallo è stata fissata a destra sul pezzo di favo: essa inibisce completamente la costruzione, che continua solo a sinistra. In G, due lamine sono state fissate su due pezzi di favo. Si cerca di fare riprendere la costruzione praticandovi due buchi. Ma un buco (a destra) non è sufficiente, ce ne vogliono almeno due (a sinistra) posti l'uno vicino all'altro per riassestare il coordinamento sociale e la costruzione. Nella figura H, una lamina di cera è stata piegata a V; in alto e in basso, le due facce del favo rese parallele di nuovo dalle api. Le api, non potendo raddrizzare la cera, la tirano enormemente in modo che i piani delle celle siano paralleli agli altri favi. Esse hanno spostato il fondo di una cella al livello dell'angolo della V, altrimenti la cella non avrebbe avuto la profondità sufficiente (ricavato da Darchen).
Tra i favi le api realizzano uno spazio di lavoro costituito da corridoi che le api mantengono attorno ai favi e tra di essi. Esso varia tra i 6 ed i 9 mm. Spazi più grandi sono riempiti dai favi, spazi più piccoli sono tappati col propoli (in basso a destra), che ha anche la funzione di tappare le fessure che possono ospitare microrganismi.